# Bágyoni Szabó István
Bágyoni Szabó István (Bágyon, 1941. június 10. –) költő, prózaíró, műfordító, tanár.

## Élete
Kolozsváron magyar nyelv és irodalom szakos diplomát szerzett. Előbb Nagysármáson, majd Tordán tanított, ahol a líceum aligazgatója lett. Megszervezte Lászlóffy Aladárral és Vásárhelyi Gézával a tordai Jósika Miklós Kört, melynek 1970–1976-ban elnöke volt. 1974-től 1989-ig az Utunk irodalmi hetilap szerkesztőjeként működött.
1989-ben áttelepült Budapestre, az Unio c. folyóirat rovatvezetője, 1991-ben néhány hónapig az Új Magyarország kulturális rovatának munkatársa, 1992-től a Pest Megyei Hírlap szerkesztője, majd a Polisz főmunkatársa.
Költészetének, prózájának ihlető forrása szülőföldje, Aranyosszék. Jelentős műfordítói tevékenységet is kifejtett, műfordításai önálló kötetekben jelentek meg.
Bágyon faluban 2009 szeptemberében ünnepelték az unitárius templom fennállásának 200. évfordulóját, ez alkalomból Bágyoni Szabó István is hazalátogatott, s Bágyontól Budapestig címmel önéletrajzi beszámolót tartott.

## Munkái (válogatás)

### Kötetei
- Földközelben (versek, Bukarest, 1976)
- Kések ideje (regény, 1979)
- Végtelen reggel (versek, 1980)
- Nyitott cella (versek, 1982)
- A lovak estére hazaérnek (regény, Budapest, 1995)
- A pók kivégzőudvarában (válogatott versek, 1997)
- Az abbamaradt mondat (versek, 2004)
- Elszabadult konténerek (Irodalmi Jelen könyvek, Arad, 2005)
- Árkossy István–Bágyoni Szabó István: Világ árnya, világ fénye. Beszélgetőkönyv; Kriterion, Kolozsvár, 2009
- Az idő festett orcái : esszék, beszélgetések, jegyzetek (Budapest, 2010)
- Erdélyi hármasoltár; Kriterion, Kolozsvár, 2015
- Egy íróasztal vendégei; AmbrooBook, Győr, 2015

### Műfordítás-kötetei
- Alexandru Andrițoiu: Pogány pillanat (versek, 1983)
- Nicolae Prelipceanu: Földi veszélyek (versek, 1986)
- Hajónapló. Fiatal román költők antológiája. (1990 – társfordító: Elena Stefoi és Mircea Dinescu verseit tolmácsolja)

## Díjak, elismerések
- 1983-ban megkapta a Romániai Írószövetség műfordítói díját.
- A Magyar Érdemrend lovagkeresztje (2021)